# Голіцина Наталія Петрівна
Княгиня Наталія Петрівна Голіцина, до шлюбу Чернишова (нар. 17 [28] січня 1741 або 1744, Берлін, Німеччина — пом. 20 грудня 1837 [1 січня 1838], Санкт-Петербург) — фрейліна «при дворі чотирьох імператорів»; статс-дама і кавалерственна дама Ордену Святої Катерини (у 1801 році — 2 ступеня, у 1826 році — 1 ступеня), була відома у високих колах як «Princesse Moustache» («Вусата княгиня») (від фр. moustache — вуса) або «Fee Moustachine» («Вусата фея»). Прототип головної героїні повісті Олександра Пушкіна «Винова краля (рос. „Пиковая дама“)».

## Біографія

### Походження
Дочка дипломата і сенатора графа Петра Григоровича Чернишова від шлюбу з Катериною Андріївною Ушакової народилась 1741 або 1744 року. Походила з роду так званих нових людей, що з'явилися на початку XVIII століття в оточенні Петра I.
Дідом її по чоловічій лінії був денщик Петра I, представник небагатого і незнатного дворянського роду Григорій Петрович Чернишов. Стрімкий зліт кар'єри імператорського денщика почався, коли Петро I одружив його на 17-річній красуні, безприданниці Євдокії Ржевській, давши за неї в посаг 4000 душ. Згодом, синам, що народилися від цього шлюбу жалував гроші і села.
У світських колах ходила чутка, що Наталія Петрівна доводилась імператору рідною онукою. Імператриця Єлизавета Петрівна, як і її батько, обсипала Чернишових особливими милостями, жалувала їм дохідні маєтки, графські титули, і незабаром Чернишови стали однією з найбагатших родин Російської імперії. По материнській лінії Наталія Петрівна була онукою відомого своєю жорстокістю графа Андрія Ушакова, начальника таємної канцелярії.

### Молоді роки
Точний рік народження Наталії Петрівни численні джерела називають по-різному — 1741 або 1744 рік. Сама вона писала у власних замітках:
|  | …Я народилася в Берліні в той час, як Батюшка перебував у ньому міністром; коли мені виповнилося два роки, Батюшка був відправлений міністром до Лондона, де ми залишалися дев'ять років. При від'їзді з Лондона в сім'ї залишилося тільки 5 дітей (з 11 дітей): один брат і 4 сестри... |

Її батько, граф Чернишов, був відкликаний з Берліна і призначений посланником до Лондона в 1746 році. Так що можна з упевненістю сказати, що народилася Наталія Петрівна в 1744 році.
Дитинство її пройшло в Англії. Її мати скористалася тривалим перебуванням за кордоном і дала своїм дочкам блискучу європейську освіту. Вони вільно володіли чотирма мовами, але погано знали російську мову.
У 1756 році родина Чернишових повернулася до Російської імперії, але через чотири роки вони виїхали до Франції, куди графа призначили послом при дворі Людовика XV. Освічена, розумна і красива Наталія Петрівна була в центрі уваги на придворних балах у Версалі, вона була знайома з Людовіком XV. Кращі живописці — Людерс, Друе писали портрети сестер Чернишових. У 1762 році П. Г. Чернишова призначили сенатором; на цьому його дипломатична кар'єра закінчилася, і вся сім'я повернулася до Російської імперії.
У 21-річному віці Наталія Петрівна стає однією з найпомітніших фрейлін Катерини II, фавориту якої, Захару Чернишову, вона була кузиною. У лютому 1765 року вона привернула на себе увагу імператриці грою в домашньому спектаклі у графа П. Б. Шереметєва; потім, влітку 1766 року, стала переможницею в Петербурзі і Москві у великосвітській розвазі — турнірі-каруселі. За красу і «приємну спритність» в танцях вона отримала спеціально виготовлену з цієї нагоди в єдиному екземплярі персональну золоту медаль із зображенням Катерини II.

## Шлюб

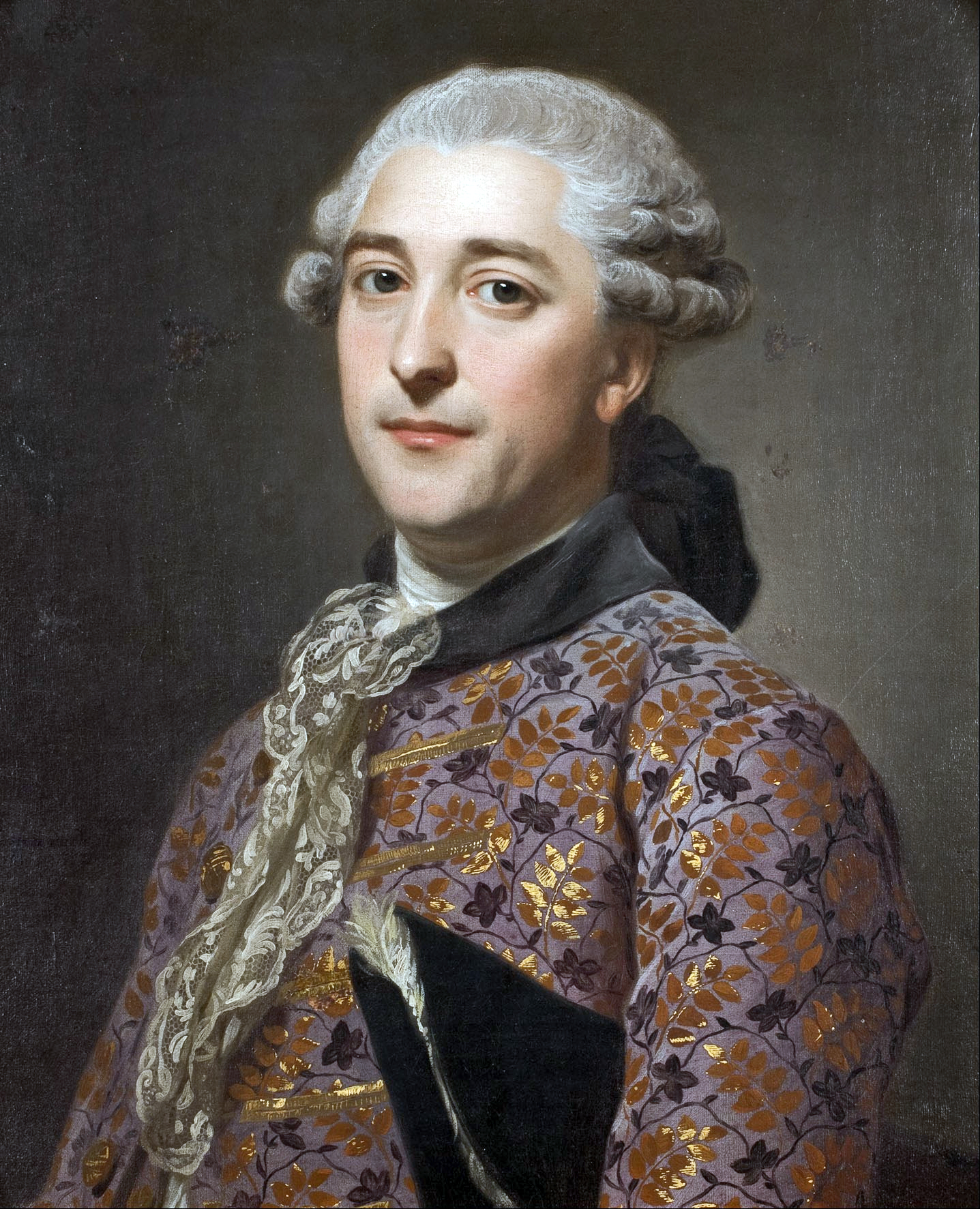
Князь Голіцин Володимир
Художник О. Рослін

Будучи фрейліною, 30 жовтня 1766 року Наталія Петрівна пошлюбила красивого 35-річного князя Володимира Борисовича Голіцина, бригадира у відставці, людини з великим, але депресивним статком. Імператриця сама прикрашала своїми діамантами зачіску Наталії Петрівни, благословила її в Придворній церкві і була присутня на вінчанні.
У своєму, за свідченням сучасників, слабохарактерному і простакуватому чоловікові Наталія Петрівна шанувала більше прізвище. З цього приводу історик І. М. Снєгірьов писав:
|  | …Вона всі роди сварить і вище Голіциних нікого не ставить, і коли вона перед онукою своєю 6-річної хвалила Ісуса Христа, то дівчинка запитала: "Чи не з прізвища Голіциних сам Ісус Христос?". |

Ставши княгинею, Наталія Петрівна постійно при Дворі не перебувала і навідувалась туди лише зрідка, коли оголошували найвищі веління або коли отримувала найвище запрошення. Наталія Петрівна довго жила в маєтках свого батька і чоловіка, займалася вихованням і освітою дітей. Енергійна, з твердим чоловічим характером, вона взяла управління господарством чоловіка в свої руки і незабаром не тільки привела його в порядок, але і значно збільшила.
У 1783 році Голіцина з сім'єю виїхала до Франції, для «навчання дітей і здоров'я чоловіка». При дворі їх від'їзд не зрозуміли і засудили. Велика княгиня Марія Федорівна говорила, що для навчання юнаків не слід їздити до Франції, оскільки в Російській імперії є свій університет.
Голіцини жили в Парижі. Наталія Петрівна була прийнята при дворі Марії Антуанетти. Вона була неодмінною учасницею всіх прийомів і балів, де її величали «Московською Венерою». У 1789 році Наталія Петрівна їздила з чоловіком і доньками в Лондон. При їх від'їзді з Англії майбутній король Георг IV, що упадав за Наталією Петрівною, подарував їй на пам'ять свій портрет з автографом.
У 1790 році Голіцини повернулися в Париж, як раз в той час, коли Катерина II, стривожена вістками з Франції, звеліла «оголосити росіянам про швидке повернення на батьківщину». Відправивши синів у Рим, Голіцини повернулися до Російської імперії і оселився в Петербурзі на Малій Морській, будинок 10. Свій будинок вона тримала відкритим, щосереди у ній були бали, а у сестри її, Дар'ї Петрівни Салтикової, по неділях.

## Життя в Петербурзі
Свій будинок княгиня перетворила на великосвітський салон для французької еміграції. П. П. Вігель писав:
|  | …Заснувалася компанія на акціях, куди вносилися титули, багатство, кредит при дворі. Катерина сприяла цьому товариству, бачачи в ньому один з оплотів престолу проти вільнодумства, а Павло I навіть допомагав йому. |

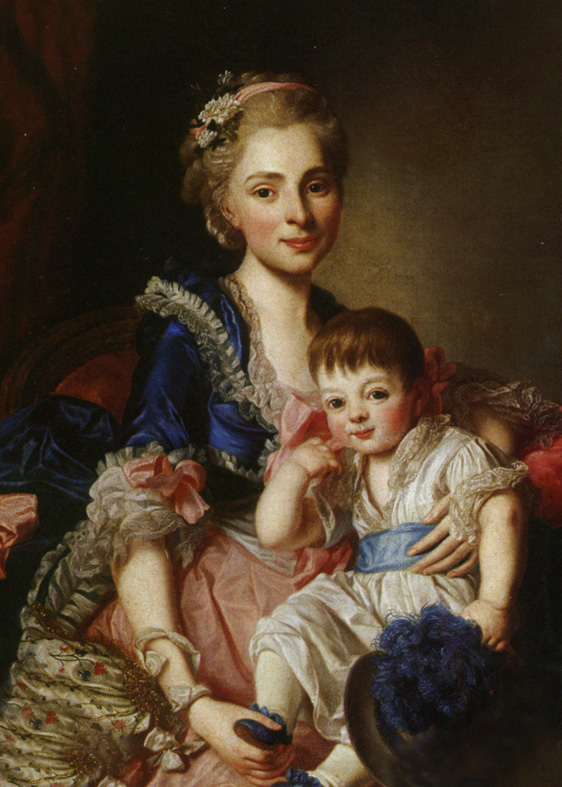
Наталія Голіцина з сином Петром,1767

Наталя Петрівна була буквально зразком придворної дами. Її обсипали почестями. На коронації Олександра I їй вручили хрест Святої Катерини 2-го ступеня. На її балу 13 лютого 1804 року була присутня вся імператорська родина. У 1806 році вона вже статс-дама. Спочатку знак статс-дами був отриманий її дочкою, графинею Софією Строгановою, яка повернула його з проханням пожалувати ним її матір. При коронації Миколи I їй було надано орден Святої Катерини 1-го ступеня. Люб'язність влади до Наталії Петрівні була дивна: коли вона стала погано бачити, спеціально для неї виготовлялися збільшені карти для пасьянсу; за її бажанням до голіцинського маєтку в Городні могли прислати придворних півчих. За спогадами Феофіла Толстого, музичного критика і композитора:
|  | До неї їздило на поклоніння в певні дні все місто, а в день її іменин її удостоювала відвідуванням вся царська родина. Княгиня приймала всіх, за винятком государя імператора, сидячи і не рушаючи з місця. Біля її крісла стояв хто-небудь з близьких родичів і називав гостей, бо останнім часом княгиня погано бачила. Дивлячись по чину і знатності гостя, княгиня або нахиляла тільки голову, або вимовляла кілька більш-менш привітних слів. І всі відвідувачі залишалися, мабуть, вельми задоволені. Але не подумають, що княгиня Голіцина привертала до себе розкішшю приміщення або пишністю частування. Зовсім ні! Будинок її в Петербурзі не відрізнявся особливою розкішшю, єдиною прикрасою парадної вітальні служили штофні фіранки, та й то досить полинялі. Вечері не годилося, тимчасових буфетів, встановлених багатими винами і сервізами, також не належало, а час від часу розносили оршад, лимонад і невигадливі конфект. |

Надзвичайно норовлива, Голіцина була пихата з рівними їй по положенню і привітна з тими, кого вважала нижче себе. Інший сучасник княгині В. О. Соллогуб згадував:
|  | Майже вся знать була їй споріднена по крові або шлюбами. Імператори висловлювали їй любов майже синівську. У місті вона панувала якоюсь визнаною всіма безумовною владою. Після представлення до двору кожну молоду дівчину везли до неї на уклін; гвардійський офіцер, тільки но надівши еполети, мав завітати до неї, як до головнокомандуючого. |

Поряд з успіхами при дворі Наталія Петрівна ревно займалася господарством. Вона увела до своїх маєтків тоді нову культуру — картопля, розширювала і обладнала новою технікою фабрики, що належали Голіциним. У 1824 році княгиня Голіцина стала почесним членом Науково-господарського товариства.

## Родина

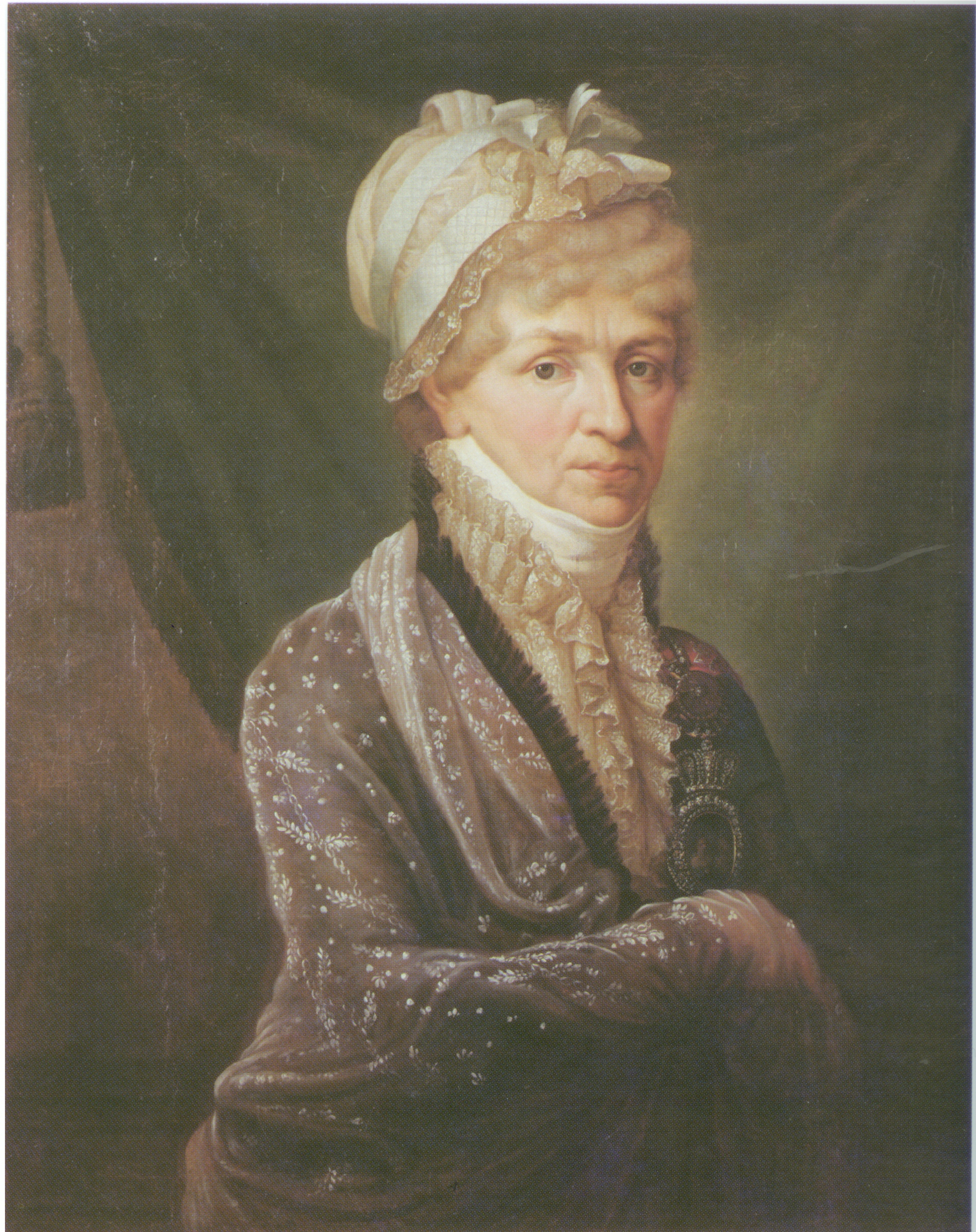
Княгиня Голіцина на портреті роботи Б.-Ш. Мітуара (1810-ті роки)

Всі сучасники одностайно відзначали круту гордовиту вдачу княгині, її характер, позбавлений всяких жіночих слабкостей, суворість по відношенню до близьких. Сім'я вся тремтіла перед княгинею, з дітьми вона була дуже сувора навіть тоді, коли вони самі вже давно пережили свою молодість, і до кінця життя називала їх зменшувальними іменами.
Її син Дмитро Володимирович, прославлений московський генерал-губернатор, не міг дозволити собі сидіти в присутності матері без її дозволу.
Невдоволена його одруженням з Тетяною Васильчиковою, бо вважала цей шлюб нерівним, княгиня змусила свою тиху, добру невістку багато витерпіти від неї горя.
Керуючи сама усіма маєтками, Наталія Петрівна на придане дочкам дала по 2 тисячі душ, а синові Дмитру виділила тільки маєток Рождествено на 100 душ і річне утримання — 50 тисяч рублів, так що він змушений був залазити в борги, і єдино за бажанням імператора Миколи I вона додала ще 50 тисяч рублів асигнаціями, думаючи, що вона його щедро нагороджує. Тільки після смерті матері, проживши все життя, майже нічого не маючи, за сім років до своєї смерті, князь Дмитро Володимирович став власником своїх 16 тисяч душ.
Розсердившись на свого старшого сина Бориса Володимировича, Голіцина близько року зовсім не мала з ним ніяких зносин, на його листи не відповідала. Князь Борис ніколи не був одружений, але помер, залишивши сиротами двох позашлюбних доньок від циганки, що носили прізвище Зеленських. Вони виховувалися в родині Дмитра Голіцина, і їх існування приховували від Наталії Петрівни.
18 січня 1821 року Костянтин Булгаков писав своєму братові Олександру в Москву:

…Вчора був день народження бабусі Голіциної. Я їздив вранці її привітати і знайшов там все місто. Приїжджала також імператриця Єлизавета Олексіївна. Увечері знову все місто було, хоча нікого не звали. Їй вчора, здається, стукнуло 79 років, а помилувався я її апетитом і бадьорістю… Немає щасливішої матері, ніж стара Голіцина; треба бачити, як за нею діти доглядають, а у дітей-то вже є внучата.

Олександр Тургенєв — О. Я. Булгакову, 18.01.1837:

Ось тобі хроніка П.<етер>бурзька: вчора святкували ми столітнє буття княгині Нат.<алії> Петр.<івни>, не танцювали, але з'їзд був досить велелюдний. Кілька генерацій тіснилися навколо пра-пра-бабки; троянди доморощені вилися навколо вікового дуба <…> Государ надіслав княгині дві чудові вази.

Княгиня Голіцина була дуже багата. Після її смерті залишилося 16 тисяч кріпаків душ, багато сіл, будинків, маєтків по всій Російській імперії. Тільки Н. П. Голіцина, єдина, могла собі дозволити для проїзду з Москви до Петербурга найняти 16 коней. Найбільше, що дозволяли собі найбагатші мандрівники — це 6 коней на той же шлях.
Померла Наталія Петрівна в Петербурзі 20 грудня 1837 року. Похована в Москві, в усипальниці Голіциних на Донському кладовищі.

## Голіцина і Пушкін

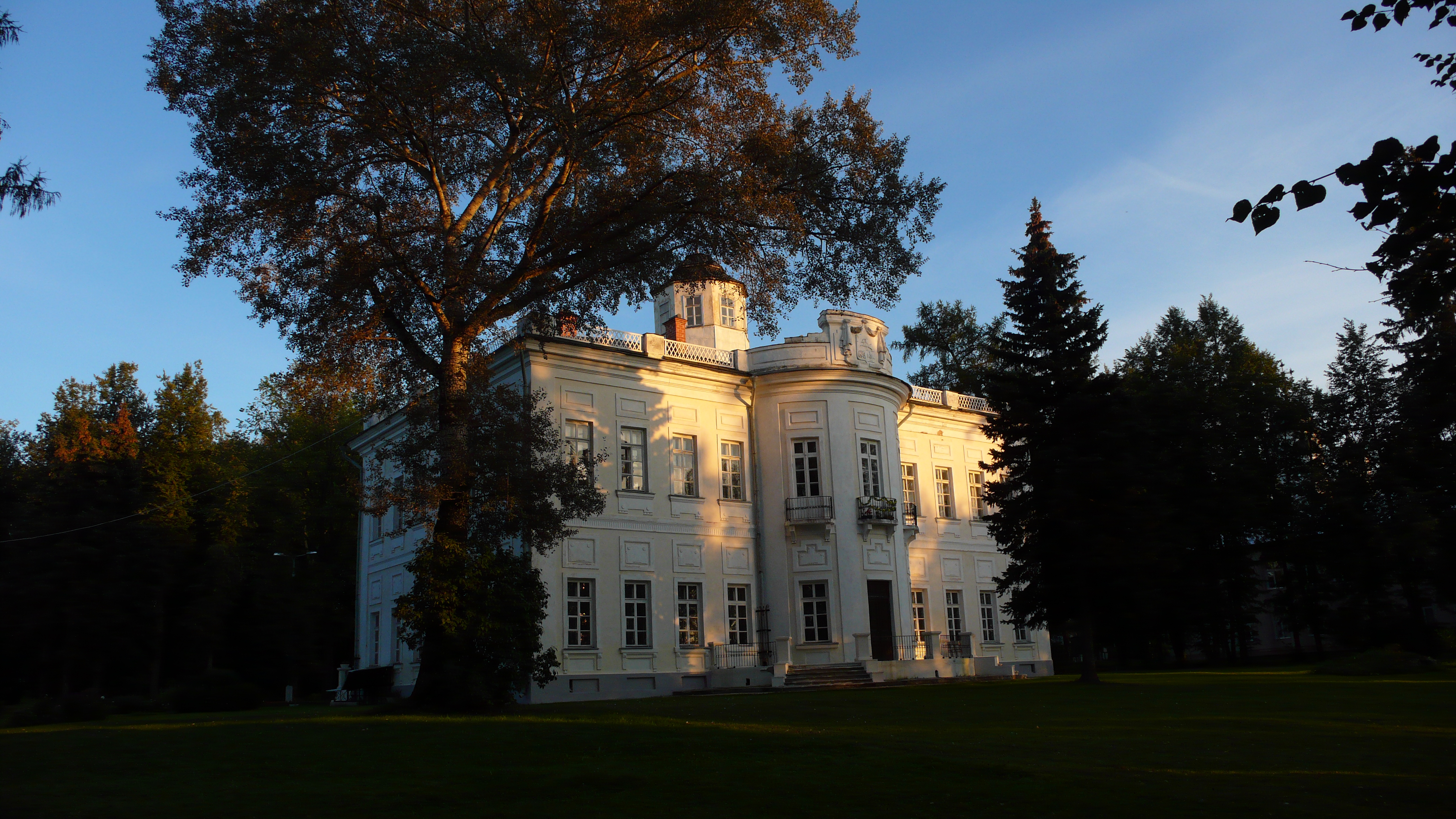
Садиба Голіциних у Вяземах

В молодості Наталія Петрівна мала славу красуні, але з віком обросла вусами і бородою, за що в Петербурзі її за очі називали «Княгиня Вусата», або більш делікатно, французькою «Princesse moustache» (від фр. moustache — вуса), хоча ні на одному портреті не видно цієї особливості. Саме цей образ старої жінки, яка володіла відразливою, непривабливою зовнішністю «у поєднанні з гострим розумом і царственої пихою», і виникав в уяві перших читачів «Пікової дами».О. С. Пушкін писав в 1834 році :
|  | ...При дворе нашли сходство между старой графиней и княгиней Натальей Петровной и, кажется, не сердятся. |

Згідно з легендою, внучатий племінник Голіциної, князь С. Г. Голіцин-Фірс, розповідав Пушкіну, що одного разу начисто програвся в карти, у відчаї кинувся до Голіциної з благанням про допомогу. Від її французького друга, відомого графа Сен-Жермена, Наталії Петрівні була відома таємниця трьох карт — трійки, сімки і туза. Якщо вірити фольклору, він тут же відігрався.
У Петербурзі Голіцину інакше як «Піковою дамою» не називали. А будинок, де вона проживала (Мала Морська вулиця, 10 / Горохова вул., 10), в історії міста назавжди залишився «будинком Пікової дами». Після смерті Голіциної будинок був викуплений скарбницею для військового міністра А. В. Чернишова і є пам'ятником архітектури.
Близький товариш Пушкіна, Павло Воїнович Нащокін відзначав, що в образі старої графині (крім Голіциної) знайшли втілення риси Наталії Кирилівни Загряжської. О. С. Пушкін зізнавався Нащокіну, що в образі графині:
|  | ...Мені легше було зобразити Загряжську, ніж Голіцину, у якої характер і звички були складнішими. |

## Діти
У Голіциних було три сини і дві дочки:
- Петро Володимирович (23 серпня 1767 — 12 квітня 1778)
- Борис Володимирович (1769—1813) — генерал-лейтенант, учасник Вітчизняної війни 1812 року, помер від ран у Вільно.
- Катерина Володимирівна (1770—1854) — статс-дама, кавалерственна дама, з 1793 року одружена С. С. Апраксіним, двоюрідним братом матері.
- Дмитро Володимирович (1771—1844) — генерал від кавалерії, московський військовий генерал-губернатор.
- Софія Володимирівна (1775—1845) — меценатка, дружина графа П. О. Строганова.

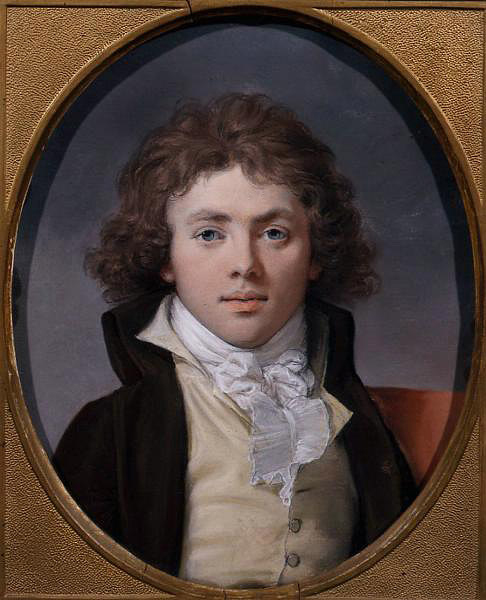
Борис
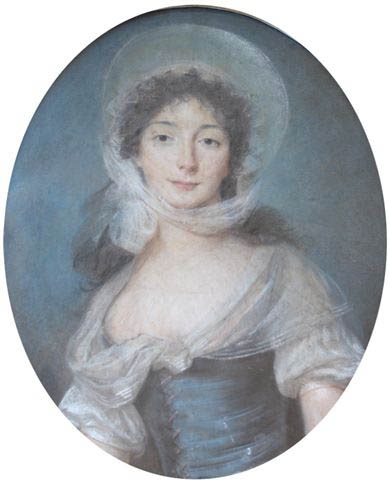
Катерина
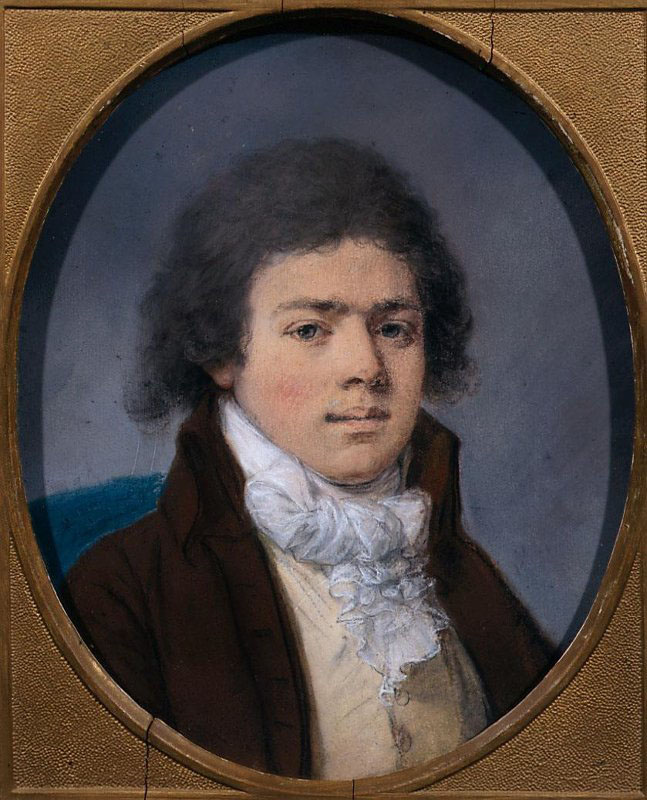
Дмитро
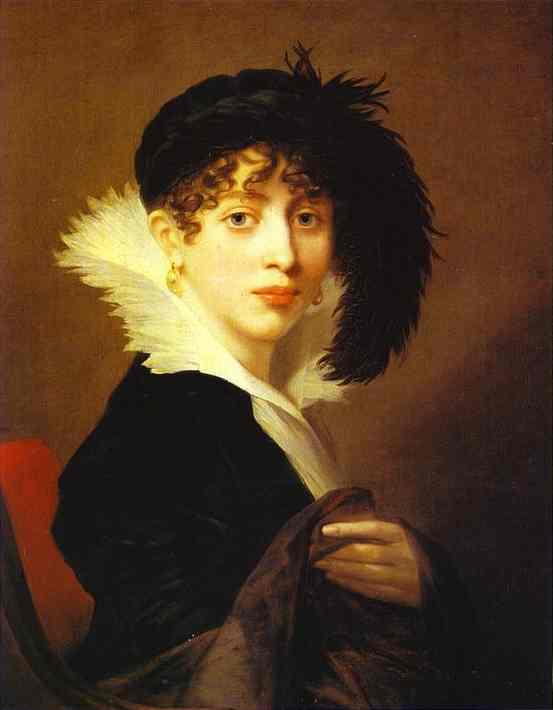
Софія